# Lindbergia brachyptera
Lindbergia brachyptera är en bladmossart som beskrevs av Kindberg 1897. Lindbergia brachyptera ingår i släktet Lindbergia och familjen Leskeaceae. Inga underarter finns listade i Catalogue of Life.